# Пелх
Пелх (пол. Pełch) — село в Польщі, у гміні Перлеєво Сім'ятицького повіту Підляського воєводства.
Населення — 305 осіб (2011).
У 1975-1998 роках село належало до Ломжинського воєводства.

## Демографія
Демографічна структура станом на 31 березня 2011 року:
|          | Загалом | Допрацездатний вік | Працездатний вік | Постпрацездатний вік |
| -------- | ------- | ------------------ | ---------------- | -------------------- |
| Чоловіки | 136     | 21                 | 92               | 23                   |
| Жінки    | 169     | 41                 | 85               | 43                   |
| Разом    | 305     | 62                 | 177              | 66                   |